# Александровское сельское поселение (Павловский район)
Алекса́ндровское се́льское поселе́ние — муниципальное образование в Павловском районе Воронежской области.
Административный центр — село Александровка.

## Административное деление
В состав поселения входят:
- село Александровка,
- хутор Сын Революции.